# Rana (género)
Rana es un género de anfibios anuros de la familia Ranidae que habitan en Eurasia templada hasta Indochina. Las especies de este género se caracterizan por sus cinturas delgadas y la piel rugosa; muchas poseen finas estrías que recorren la espalda, aunque sin las verrugas típicas de los sapos. Son excelentes saltadoras debido a sus largas y delgadas patas traseras. La membrana interdigital típica de sus pies posteriores les permite una natación fácil. Suelen ser de color verde o marrón con manchas negras y amarillentas por el dorso y más pálidas por el vientre.
Muchas de las ranas de este género se crían a principio del verano, aunque las especies tropicales y subtropicales lo hacen durante todo el año. Los machos de la mayoría de las especies croan pero se cree que los de unas pocas especies son mudos. Las hembras desovan formando grandes masas o agregados globulares, alcanzando puestas de hasta veinte mil huevos.

## Sistemática
Familia Ranidae
- Amolops Cope, 1865 (42 especies)
- Babina Thompson, 1912 (9 especies)
- Clinotarsus Mivart, 1869 (2 especies)
- Glandirana Fei, Ye, and Huang, 1990 (4 especies)
- Humerana Dubois, 1992 (3 especies)
- Hylarana Tschudi, 1838 (86 especies)
- Lithobates Fitzinger, 1843 (49 especies)
- Odorrana Fei, Ye, and Huang, 1990 (51 especies)
- Pelophylax Fitzinger, 1843 (22 especies)
- Pseudorana Fei, Ye, and Huang, 1990 (2 especies)
- Pterorana Kiyasetuo and Khare, 1986 (1 especie)
- Sanguirana Dubois, 1992 (2 especies)

Familia Dicroglossidae
- Hoplobatrachus
- Ingerana
- Ponzana Gómez, 2001 (35 especies)

De entre todos los de la familia Ranidae, Odorrana está tan estrechamente relacionado con Rana que no sería raro que volvieran a unirse en un solo género. Los demás parecen estar mucho más alejados, sobre todo Pelophylax, al que pertenece la rana común.

## Especies
Se reconocen las siguientes 51 según ASW:
- Rana amurensis Boulenger, 1886. Rana nemorosa siberiana*.
- Rana arvalis Nilsson, 1842. Rana campestre.
- Rana asiatica Bedriaga, 1898. Rana centroasiática*.
- Rana aurora Baird & Girard, 1852. Rana patirroja del norte*.
- Rana boylii Baird, 1854. Rana pata amarilla.
- Rana cascadae Slater, 1939. Rana de Cascadas*.
- Rana chaochiaoensis Liu, 1946.
- Rana chensinensis David, 1875. Rana asiática de las hierbas* o rana parda china*.
- Rana chevronta Hu & Ye in Hu, Fei & Ye, 1978.
- Rana coreana Okada, 1928. Rana coreana*.
- Rana culaiensis Li, Lu & Li, 2008.
- Rana dalmatina Fitzinger in Bonaparte, 1839. Rana ágil.
- Rana draytonii Baird & Girard, 1852. Rana patirroja de California*.
- Rana dybowskii Günther, 1876.
- Rana graeca Boulenger, 1891. Rana griega.
- Rana hanluica Shen, Jiang & Yang, 2007.
- Rana holtzi Werner, 1898
- Rana huanrensis Fei, Ye & Huang, 1990.
- Rana iberica Boulenger, 1879. Rana patilarga.
- Rana italica Dubois, 1987. Rana italiana de las corrientes*.
- Rana japonica Boulenger, 1879. Rana parda japonesa*.
- Rana jiemuxiensis[2] Yan, Jiang, Chen, Fang, Jin, Li, Wang, Murphy, Che & Zhang, 2011
- Rana johnsi Smith, 1921.
- Rana kobai[3] Matsui, 2011
- Rana kukunoris Nikolskii, 1918.
- Rana latastei Boulenger, 1879. Rana de Lataste.
- Rana longicrus Stejneger, 1898.
- Rana luteiventris Thompson, 1913. Rana moteada de Columbia*.
- Rana macrocnemis Boulenger, 1885. Rana patilarga nemoral*.
- Rana matsuoi Eto & Matsui, 2023[4]
- Rana minuscula B. Liu, Wang, Huang, X. Liu, Che & Yuan, 2024.[5] Rana minúscula de Zhejiang.
- Rana muscosa Camp, 1917. Rana patiamarilla de las montañas del sur*.
- Rana neba[6] Ryuzaki, Hasegawa & Kuramoto, 2014
- Rana omeimontis Ye & Fei in Ye, Fei & Hu, 1993.
- Rana ornativentris Werner, 1903. Rana parda de Montana*.
- Rana pirica Matsui, 1991.
- Rana pretiosa Baird & Girard, 1853. Rana moteada de Oregón*.
- Rana pseudodalmatina Eiselt & Schmidtler, 1971.
- Rana pyrenaica Serra-Cobo, 1993. Rana pirenaica.
- Rana sakuraii Matsui & Matsui, 1990. Rana parda de las corrientes*.
- Rana sauteri Boulenger, 1909.
- Rana shuchinae Liu, 1950.
- Rana sierrae Camp, 1917. Rana patiamarilla de Sierra Nevada*.
- Rana tagoi Okada, 1928.
- Rana tavasensis Baran & Atatür, 1986.
- Rana temporaria Linnaeus, 1758. Rana bermeja.
- Rana tsushimensis Stejneger, 1907. Rana parda de Tsushima*.
- Rana uenoi[7] Matsui, 2014
- Rana ulma[3] Matsui, 2011
- Rana zhengi Zhao, 1999.
- Rana zhenhaiensis Ye, Fei & Matsui, 1995.

* El nombre común ha sido traducido del nombre común en inglés por lo que hay que tomarlo con reservas.